# Francisco Rodríguez Fernández (político)
Francisco Rodríguez Fernández, conocido popularmente como Paco Rodríguez, nacido en Palmés (Orense) el 13 de abril de 1953 es un político español del PSOE que fue alcalde de la ciudad de Orense y  diputado en el Parlamento de Galicia .

## Biografía
Fue profesor de tecnología en los Institutos de Trives y Carballino y fue director de este último entre 1993 y 2003.
Inició su actividad política en el Ayuntamiento de Orense, en donde fue elegido concejal por el PSdeG-PSOE en las elecciones municipales de 1983 y 1987. Durante el gobierno socialista de Manuel Veiga Pombo, entre diciembre de 1987 y septiembre de 1990, fue concejal de Educación.
En 1989, fue elegido diputado en el Parlamento de Galicia donde estuvo hasta 1993 y nuevamente entre 1996 y 1997, siendo Vocal en la Comisión de Educación.
En el año 1999 resultó elegido Concejal de Cultura en el Ayuntamiento de Carballino, cargo que desempeñó hasta octubre de 2002, cuando fue nombrado secretario general de la agrupación del PSdeG-PSOE de Orense. En las elecciones de 2003 se presentó como candidato a la Alcaldía de Orense y, dado que no obtuvo una mayoría para gobernar, ejerció de portavoz y concejal del Grupo Municipal Socialista. Asimismo, fue designado diputado en la Diputación de Orense, en donde egerció como portavoz del grupo socialista desde 2005, compatibilizándolo con la portavocía en el Ayuntamiento.
En 2007 se volvió a presentar como candidato a alcalde y, aunque no obtuvo la mayoría absoluta, pudo pactar con el BNG para desbancar al PP de la Alcaldía y formar gobierno, siendo a partir de entonces alcalde de Orense.
En las elecciones municipales de 2011 se volvió a presentar y repitió mandato, siendo el candidato socialista que más incrementó sus apoyos y concejales de todas las capitales de provincia España, volviendo a pactar de nuevo con el BNG.
A nivel orgánico contuó al frente de la Secretaría General de la Agrupación Socialista de Orense hasta junio de 2012. Fue miembro del Comité Nacional Galego do PSdeG-PSOE, miembro del Comité Federal del PSOE, vocal de la Comisión de Cooperación al Desarrollo de la FEMP y vocal en la FEGAMP.
El 20 de septiembre de 2012 fue detenido por agentes de Vigilancia Aduenera, siendo el único alcalde de la historia de la ciudad en ser detenido y esposado, por una supuesta trama de tráfico de influencias, alzamiento de bienes y blanqueo de capitales, a raíz de la Operación Pokémon, estando imputado por supuestamente aceptar sobornos de la empresa VENDEX concesionaria de la grúa en esta capital. De esta forma renunció a la alcaldía y a su acta de concejal a finales del mes de septiembre. El día que presentó la renuncia hubo una concentración de cientos de vecinos de la ciudad frente el Ayuntamiento para arroparle.Otros miembros de su equipo de gobierno, tanto del PSOE como del BNG, resultarían también imputados.
En octubre de 2019 quedó, junto al resto de sus compañeros de gobierno, definitivamente absuelto de todos los cargos que pesaban contra el.
En noviembre de 2022 fue designado por la Ejecutiva gallega del PSdeG-PSOE como candidato a la alcaldía de Orense para las elecciones municipales de 2023, la cual había perdido el partido en 2015. Finalmente logró 6 concejales, el peor resultado del PSOE en la historia en la capital de As Burgas, por detrás de Democracia Ourensana y el Partido Popular. En la jornada anterior a la investidura los ediles del PP y el BNG le anunciaron su apoyo para desbancar de la alcaldía al polémico Gonzalo Pérez Jácome, candidato de Democracia Ourensana. Sin embargo, un acuerdo a última hora entre la dirección autonómica del PP y Jácome motivó que los ediles populares se votasen a sí mismos, por lo que contó tan solo con los 10 votos del PSOE y el BNG, empatando con Jácome pero conservando este la alcaldía al ser la fuerza más votada. Decidió dejar de acudir a los plenos alegando problemas de salud, aunque no renunció a su acta de concejal y fue sustituido como portavoz por su sobrina política, Natalia González Beneitez.

## Resultados electorales
Elecciones municipales de 2003
| Partido    | Votos  | Porcentaje | Concejales | Diferencia |
| ---------- | ------ | ---------- | ---------- | ---------- |
| PPdeG      | 28.841 | 46,48%     | 14         | 0          |
| PSdeG-PSOE | 12.187 | 19,64%     | 6          | 0          |
| BNG        | 15.165 | 24,44%     | 7          | 0          |

Elecciones municipales de 2007
| Partido    | Votos  | Porcentaje | Concejales | Diferencia |
| ---------- | ------ | ---------- | ---------- | ---------- |
| PPdeG      | 26.160 | 42,25%     | 13         | -1         |
| PSdeG-PSOE | 16.428 | 26,53%     | 8          | +2         |
| BNG        | 12.253 | 19,79%     | 6          | -1         |

Elecciones municipales de 2011
| Partido    | Votos  | Porcentaje | Concejales | Diferencia |
| ---------- | ------ | ---------- | ---------- | ---------- |
| PPdeG      | 21.564 | 37,84%     | 11         | -2         |
| PSdeG-PSOE | 20.896 | 36,67%     | 11         | +3         |
| BNG        | 6.146  | 10,79%     | 3          | -3         |
| DO         | 4.529  | 7,95%      | 2          | +2         |

Elecciones municipales de 2023
| Partido    | Votos  | Porcentaje | Concejales | Diferencia |
| ---------- | ------ | ---------- | ---------- | ---------- |
| DO         | 18.450 | 33,83%     | 10         | +3         |
| PPdeG      | 13.609 | 24,95%     | 7          | =          |
| PSdeG-PSOE | 10.514 | 19,28%     | 6          | -3         |
| BNG        | 8.576  | 15,72%     | 4          | +2         |